# Саникола
Санико̀ла (на италиански: Sannicola) е градче и община в Южна Италия, провинция Лече, регион Пулия. Разположено е на 75 m надморска височина. Населението на общината е 5970 души (към 2012 г.).